# 2. deild Wysp Owczych (2011)
W roku 2011 odbyła się 18. edycja 2. deild Wysp Owczych – trzeciej ligi piłki nożnej Wysp Owczych. W rozgrywkach wzięło udział 10 klubów z całego archipelagu. Drużyny z pierwszego i drugiego miejsca uzyskały prawo gry w 1. deild - drugim poziomie ligowym na archipelagu. W sezonie 2011 były to: KÍ II Klaksvík oraz B68 II Toftir.

## Uczestnicy
| Uczestnicy 2. deild Wysp Owczych 2011                                                                         | Uczestnicy 2. deild Wysp Owczych 2011 | Uczestnicy 2. deild Wysp Owczych 2011 | Uczestnicy 2. deild Wysp Owczych 2011 |
| --- | ------------------------------------- | ------------------------------------- | ------------------------------------- |
| FCHII | FC II Hoyvík                          | 2                                     |                                       |
| B36II | B36 II Tórshavn                       | 4                                     |                                       |
| KÍII | KÍ II Klaksvík                        | 5                                     |                                       |
| FCSII | FC II Suðuroy                         | 6                                     |                                       |
| TB II | TB II Tvøroyri                        | 7                                     |                                       |
| ÍF II | ÍF II Fuglafjørður                    | 8                                     |                                       |
| Spadek z 1. deild Wysp Owczych 2011                                                                           |                                       |                                       |                                       |
| ABII | AB II Argir                           | 8                                     |                                       |
| B68 II | B68 II Toftir                         | 10                                    |                                       |
| Awans z 3. deild Wysp Owczych 2011                                                                            |                                       |                                       |                                       |
| Royn | Royn Hvalba                           |                                       |                                       |
| UFF | Undrið FF                             |                                       |                                       |
| Nowi uczestnicy                                                                                               |                                       |                                       |                                       |
| Oznaczenia: - kolumna pierwsza – skróty nazw drużyn, - kolumna trzecia – miejsce zajęte w poprzednim sezonie. |                                       |                                       |                                       |

## Tabela ligowa
| Lp. | Drużyna            | M  | Z  | R | P  | Bramki | Bramki | Różn. | Pkt | Uwagi              |
| --- | ------------------ | -- | -- | - | -- | ------ | ------ | ----- | --- | ------------------ |
| 1   | KÍ II Klaksvík (A) | 18 | 16 | 1 | 1  | 79     | 29     | +50   | 49  | Awans do 1. deild  |
| 2   | B68 II Toftir (A)  | 18 | 13 | 2 | 3  | 63     | 18     | +45   | 41  | Awans do 1. deild  |
| 3   | B36 II Tórshavn    | 18 | 12 | 2 | 4  | 45     | 21     | +24   | 38  |                    |
| 4   | Undrið FF          | 18 | 9  | 4 | 5  | 60     | 36     | +24   | 31  |                    |
| 5   | Royn Hvalba        | 18 | 5  | 6 | 7  | 40     | 45     | −5    | 21  |                    |
| 6   | FC II Suðuroy      | 18 | 6  | 3 | 9  | 33     | 39     | −6    | 21  |                    |
| 7   | AB II Argir        | 18 | 5  | 4 | 9  | 30     | 55     | −25   | 19  |                    |
| 8   | TB II Tvøroyri     | 18 | 4  | 5 | 9  | 32     | 40     | −8    | 17  |                    |
| 9   | ÍF II Fuglafjørður | 18 | 4  | 5 | 9  | 35     | 61     | −26   | 17  |                    |
| 10  | FC II Hoyvík (S)   | 18 | 0  | 0 | 18 | 14     | 87     | −73   | 0   | Spadek do 3. deild |